# Christoph Kotanko
Christoph Kotanko (* 27. Juli 1953 in Braunau am Inn) ist ein österreichischer Journalist.

## Werdegang und Karriere
Christoph Kotanko studierte Romanistik und Publizistik in Wien und Paris und promovierte zum Doktor der Philosophie. Von 1979 bis 1986 war er innenpolitischer Redakteur der Wochenpresse, 1986 bis 1988 Redakteur beim Nachrichtenmagazin profil. Seit 1988 war er bei der Tageszeitung Kurier, zuerst Leiter des Ressorts Innenpolitik und Kommentator mit besonderer Berücksichtigung der Europa- und Sicherheitspolitik. Von 1997 bis Oktober 2003 war er stellvertretender Chefredakteur, von November 2003 bis September 2005 geschäftsführender Chefredakteur. Seit Oktober 2005 war er Chefredakteur. Am 26. April 2010 gab er bekannt, dass er Ende Juli als Chefredakteur zurücktritt und Helmut Brandstätter seine Position übernimmt.
Seit dem 1. August 2010 war Christoph Kotanko für die digitalen Ausgaben des Kurier verantwortlich. Am 30. Juni 2011 nahm er nach 23 Jahren Abschied vom Kurier und ist seit dem 1. September 2011 Korrespondent der Oberösterreichischen Nachrichten in Wien. Im Februar 2021 wurde bekanntgeben, dass Christoph Kotanko abwechselnd mit Katrin Prähauser die wöchentliche politische Talkshow Links.Rechts.Mitte des österreichischen Privat-Fernsehsenders ServusTV moderieren werde. Ende des Jahres 2021 verließ Kotanko den Sender nach von ihm geäußerter Kritik an der dortigen Personalpolitik und an Problemen bei der Gestaltung der Ausgewogenheit der von ihm zuvor moderierten Diskussionssendung wieder.

## Privatleben
Christoph Kotanko ist verheiratet und Vater einer Tochter. Sein älterer Bruder Florian Kotanko (geb. 1949) war bis 2013 Direktor des Gymnasiums Braunau, an dem Christoph Kotanko maturierte, und leitet seit 1993 den Verein für Zeitgeschichte. Er erhielt dafür das Goldene Verdienstzeichen der Republik Österreich. Sein jüngerer Bruder Peter Kotanko (geb. 1957) ist Universitätsdozent an der Medizinischen Universität Innsbruck und Direktor des Forschungslabors am Renal Research Institute, New York.

## Auszeichnungen
- Goldenes Verdienstzeichen der Republik Österreich (für EU-Berichterstattung)
- 1999 erhielt er den Kurt-Vorhofer-Preis
- Seit 2005 Offizier des Verdienstordens der Französischen Republik
- „Chefredakteur des Jahres“ 2004, 2006, 2007
- 1. Platz der ExtraDienst-Wahl zum besten Innenpolitik-Journalisten des Jahres 2019[5]

## Veröffentlichungen
- Die Qual der Wahl: Die Programme der Parteien im Vergleich. Czernin-Verlag, Wien 1999. Neuausgabe 2013.
- gemeinsam mit Margaretha Kopeinig: Eine europäische Affäre. Der Weisenbericht und die Sanktionen gegen Österreich. Czernin Verlag, Wien 2000.
- Kult-Kanzler Kreisky. Mensch und Mythos. Ueberreuter-Verlag, Wien 2020.